# Ібраїма Конате
Ібраїма Конате (фр. Ibrahima Konaté, нар. 25 травня 1999, Париж) — французький футболіст, захисник клубу «Ліверпуль».

## Клубна кар'єра
Народився 25 травня 1999 року в місті Париж. Вихованець юнацьких команд футбольних клубів «Париж» та «Сошо». 10 січня 2017 року у двобої Кубку ліги проти «Монако» Ібраїма дебютував у складі останнього. 7 лютого в матчі проти «Осера» він дебютував у Лізі 2. Всього до кінця сезону зіграв за клуб 13 матчів і забив 1 гол — 7 квітня в поєдинку проти «Ньйора» (2:2)
Влітку 2017 року Конате підписав п'ятирічний контракт з німецьким «РБ Лейпциг». 1 жовтня у матчі проти «Кельна» він дебютував у Бундеслізі. Станом на 16 серпня 2018 року відіграв за клуб з Лейпцига 16 матчів в національному чемпіонаті.

## Виступи за збірні
2014 року дебютував у складі юнацької збірної Франції, взяв участь у 20 іграх на юнацькому рівні, відзначившись одним забитим голом.
З 2018 року залучався до складу молодіжної збірної Франції. На молодіжному рівні зіграв в одному офіційному матчі.
| Дата       | Місто     | Господарі | Результат | Гості     | Турнір                                    | Голи | Примітки |
| ---------- | --------- | --------- | --------- | --------- | ----------------------------------------- | ---- | -------- |
| 10-6-2022  | Відень    | Австрія   | 1 – 1     | Франція   | Ліга націй УЄФА 2022—2023 - груповий етап | -    |          |
| 13-6-2022  | Сен-Дені  | Франція   | 0 – 1     | Хорватія  | Ліга націй УЄФА 2022—2023 - груповий етап | -    |          |
| 22-11-2022 | Ель-Вакра | Франція   | 4 – 1     | Австралія | ЧС 2022 - груповий етап                   | -    |          |
| 26-11-2022 | Доха      | Франція   | 2 – 1     | Данія     | ЧС 2022 - груповий етап                   | -    | 75'      |
| 30-11-2022 | Ер-Раян   | Туніс     | 1 – 0     | Франція   | ЧС 2022 - груповий етап                   | -    |          |
| Усього     |           | Матчів    | 5         |           | Голів                                     | 0    |          |

## Титули і досягнення
- Володар Кубка Футбольної ліги (2):

«Ліверпуль»: 2021-22, 2023-24
- Володар Кубка Англії (1):

«Ліверпуль»: 2021-22
- Володар Суперкубка Англії (1):

«Ліверпуль»: 2022
- Чемпіон Англії (1):

«Ліверпуль»: 2024-25
- Віце-чемпіон світу (1):

Франція: 2022